# Limbo
Limbo és un videojoc de lògica i plataformes desenvolupat per la companyia independent danesa Playdead i estrenat al 2010 per Xbox Live Arcade. La trama descriu les vivències d'un nen mentre busca a la seva germana en un entorn sinistre.
El seu desenvolupament va començar entre el 2004 i el 2006, amb recursos sufragats primordialment pel Nordic Game Program i per els fundadors de Playdead, Arnt Jensen i Dino Christian Patti. L'equip responsable de el seu desenvolupament va estar conformat amb fins a setze desenvolupadors al incloure a personal independent; Martin Stig Andersen es va encarregar de produir els efectes de so, mentre que Jeppe Carlsen va ser el responsable del disseny dels puzles.
Rere el se llançament, va obtenir crítiques majoritàriament positives que van destacar els seus gràfic monocromàtics, sons ambientals y mecànica de joc minimalista- que el van portar a ser catalogat com a «joc artístic» - encara que hi va haver opinions desfavorables primordialment amb relació a la seva curta duració y carència de narrativa. Quant a la seva recepció comercial, es van vendre més d'un milió de còpies en el ser primer any de distribució, i va ser el tercer joc més venut en Xbox Live Arcade en aquell mateix període.
Certs medis i analistes el van catalogar com un dels millors videojocs de 2010, i va rebre nombrosos premis y nominacions per els seus èxits visuals i sonors, inclusivament des d'abans de la seva estrena. El seu èxit va portar la producció de versions per altres consoles i sistemes de joc, així com del joc Inside, successor espiritual de Limbo que inclou certs elements descartats durant el desenvolupament d'aquests últim.

## Argument
El personatge principal és un nen que desperta a un bosc, a la «vora del infern», i la seva missió és trobar a la seva germana perduda. En el camí es triba cadàvers i es atacat per altres persones, encara que algunes fugen en veure’l. En un cert moment el nen albira la silueta d'una nena que s'esvaeix abans d'enxampar-la. Més endavant, el bosc canvia d'aparença fins a lluir com una ciutat en runes. Una vegada el jugador desxifra el puzle final, el personatge es llança sobre un panell de vidre i és traslladat de tornada al bosc. Després de caminar una mica es troba de nou a la nena, que s'espanta en veure’l i el joc acaba de manera abrupta.

### Temàtiques
Limbo guarda semblances amb el cinema negre i el cinema mut per la seva presentació visual i sonora, on el pes de la història recau en els seus gràfics monocromàtics, tècniques d'enfocament i il·luminació. Fins i tot es poden observar característiques reminiscents del cinema expressionista alemany en el disseny de les seves nivells, així com la influència d'obres de Lotte Reiniger, Edward Gorey, Fritz Lang i Tim Burton.
L'absència de cinemàtiques o recursos narratius representa una metàfora de la «recerca de companyia», on les escasses trobades del protagonista amb altres humans funcionen com «pedres angulars emocionals» que condueixen la trama, i li concedeixen una «profusa humanitat» al joc. L'anterior permet que el jugador contrasti per si mateix conceptes com «la mort davant de la vida, i la realitat davant el somni». Alguns crítics van percebre que si bé cap a la segona meitat del joc certs elements perden significança, aquests serveixen de precedent a una revelació final inesperada. El fet que el personatge acabi el seu viatge just en el mateix lloc on va començar és comparable amb el significat religiós del limbe o el purgatori, pel que pot considerar-se que el personatge viatja a través de l'infern per arribar al cel, o bé per assumir la mort de la seva germana o la de ambdós.

## Mode de Joc
Limbo està conformat per 24 nivells o capítols i, igual que en la majoria dels jocs de plataformes de dues dimensions, el personatge es pot desplaçar cap a l'esquerra o la dreta, saltar, grimpar per sortints, pujar i baixar escales, i empènyer o halar certs objectes. Els seus gràfics són generalment foscos i grisos, i estan acompanyats d'efectes de so minimalistes que li confereixen una atmosfera «misteriosa i inquietant» .L'estètica ombrívola també permet que certs obstacles i criatures romanguin ocults, com és el cas d'una trampa per ossos i uns cucs lluents que, en subjectar del cap del nen, restringeixen els seus moviments. Per eliminar-los, el jugador ha de localitzar i fer que el personatge entri en contacte amb alguna font de llum.
A partir de la segona meitat del joc es presenten puzles i trampes que requereixen l'ús de components mecànics, així com d'electromagnetisme o gravetat. No obstant això, diversos d'aquests impediments apareixen o s'activen en el moment en què el jugador interactua amb ells, ocasionant la mort del personatge. El joc permet tornar al últim punt de control guardat i no hi ha restriccions en la quantitat de vegades que el jugador pot reiniciar una partida. Per tal motiu els desenvolupadors del joc el van catalogar com un títol de «prova i mort». Certs objectes han de ser utilitzats pel personatge per progressar en el joc; per exemple, el parany per a ossos és útil per lluitar contra una aranya. Les seqüències animades que mostren el desmembrament o decapitació del personatge, com a resultat d'una acció errònia per part del jugador, poden ser desactivades mitjançant una opció que enfosqueix la pantalla just en el moment en què el personatge mort. Altres elements opcionals són els èxits de joc que consisteixen en trobar ous d'insecte que serveixen per completar el joc amb una menor quantitat de morts.
La versió publicada per a la consola PlayStation 3 inclou un nou nivell al qual s'accedeix des de la gruta del trofeu «Només en la Foscor», un cop trobats tots els ous d'insecte. El nivell presenta una major dificultat que la resta i es desenvolupa en una foscor gairebé absoluta, de manera que el jugador ha de guiar-se a través de mínimes referències visuals i dels efectes de so. Acaba en un dels ascensors de les fases normals i atorga un trofeu d'or en ser completat.

## Producció

### Antecedents i finançament
Arnt Jensen va concebre Limbo aproximadament al 2004 mentre treballava com a artista conceptual a IO Interactive. En aquell moment se sentia incòmode amb la naturalesa corporativa de l'empresa, i va dibuixar l'esbós d'un «lloc secret» que va continuar desenvolupant en forma de videojoc. Si bé va tractar de programar-ho en Visual Basic, es va adonar que anava ocupar suport d'un altre programador. Per donar a conèixer el seu projecte va crear un tràiler i el va pujar a Internet al 2006, atraient un notable interès. Li va permetre conèixer a Patti, que compartia la seva insatisfacció amb l'ocupació que tenia en aquell moment. Junts van establir la companyia Playdead 1 i Patti es va encarregar de la programació del joc per alguns mesos. No obstant això, es va adonar de l'ambiciós que resultava el projecte i de la necessitat d'obtenir un major finançament.
El desenvolupament inicial era sufragat amb fons de Jensen i Patti, i concessions del govern danès mitjançant el Nordic Game Program, un programa que va estar vigent entre 2009 i 2015 i era destinat al finançament de videojocs. Altres inversors es van anar sumant conforme transcorria la producció. Els fundadors de Playdead van explicar que el seu rebuig a l'involucrament d'altres desenvolupadors es devia al fet que volien mantenir el control creatiu durant el desenvolupament. Encara que Jensen tenia pensat destinar-lo com a joc gratuït per a Microsoft Windows, després va canviar de parer. Des del començament, la producció va haver de ajustar-se a la visió original de Jensen per al joc, raó que els va portar a ignorar certes recomanacions realitzades per la crítica i inversors com l'addició d'una modalitat multijugador, la possibilitat d'ajustar el nivell de dificultat, i augmentar l'extensió del joc. A l'assabentar-se que un dels inversors havia «suggerit que li poséssim un bigoti al nen perquè lluís major», Patti va concloure que aquests «intentaven controlar l'empresa sense coneixements útils ni respecte [al seu treball]».

### Disseny i gàfics
Alguns conceptes de Limbo van provenir d'anècdotes personals de Jensen, com el bosc que guarda similitud amb l'arbrat proper a la granja on va créixer, o l'aranya que Fa al·lusions a la seva aracnofòbia. En l'estil artístic del joc, el desenvolupament va estar a càrrec de Morten Bramsen, van influir pel·lícules del gènere film noir. La major part del contingut va sorgir a partir de guions gràfics, encara que hi va haver conceptes que van comportar un nivell considerable de dificultat per a l'equip, el qual es va fer més evident a mesura que avançava la producció. Per exemple, la trobada amb l'aranya originalment havia d'ocórrer fins al final, però es va decidir moure-ho al principio. Més tard es va atribuir això últim a la manca de supervisió durant les últimes fases de desenvolupament. També va voler que el desenllaç del joc fora ambigu i quedés subjecte a la interpretació de l'usuari.
Jensen va perseguir tres objectius durant la producció de Limbo. El primer tenia a veure amb la creació d'un estil artístic i una atmosfera ben definits. Perquè l'equip canalitzés els seus esforços prioritàriament en la mecànica de joc, va plantejar l'ús d'un estil minimalista que no requerís de gràfics tridimensionals detallats. Una altra prioritat era proporcionar una mecànica de joc que resultés senzilla de comprendre per al jugador, per la qual que van limitar les habilitats del personatge a un parell de moviments bàsics com saltar i subjectar objectes, en addició al seu desplaçament lateral. Finalment es va buscar que el jugador anés coneixent el sistema de joc a mesura que progressés, sense ajuda de cap tutorial. Per tal de marcar un major èmfasi en la noció d'ambigüitat del joc, Playdead va promoure el joc sota l'eslògan «Intentant conèixer el destí de la seva germana, un nen entra en el desconegut».
La desenvolupadora va contractar a un animador específicament a càrrec de dissenyar les diferents animacions del protagonista, que incloïen aquelles en què el personatge es mostra expectant davant les decisions del jugador. La inclusió d'escenes violentes per mostrar la mort del personatge hauria de funcionar a manera d'advertència per al jugador, perquè aprengui dels seus errors i eviti repetir-los. Si bé Carlsen era conscient que havien dissenyat el joc perquè l'usuari perdés en múltiples ocasions fins a trobar la solució correcta a cada puzle, va confessar que mai va ser la seva intenció afegir penalitzacions per la quantitat d'intents realitzats. En canvi, va buscar que les escenes de mort resultessin entretingudes per al jugador.
Durant els dos anys i mig que va durar la producció del joc es van dur a terme diverses revisions que van incloure canvis sol·licitats d'últim moment per Jensen, poc abans de l'estrena. Patti va revelar que, en cert moment, van haver de rebutjar fins a un 70 % del contingut a causa de la seva incompatibilitat amb el context del joc. Vuit desenvolupadors van conformar l'equip principal, tot i que aquesta xifra es va duplicar durant un període al incloure a personal independent. A causa que l'equip va tenir dificultats per crear les eines de disseny a Visual Studio, Patti va comentar que haurien de cercar aplicacions de tercers per al següent projecte de Playdead. Cal destacar que el motor de joc de Limbo permet únicament l'ús de gràfics monocromàtics.

### Puzles
L'equip es va esforçar per evitar que la mecànica de joc resultés redundant, la qual cosa al seu parer era una errada recurrent en altres títols de major pressupost. Si bé Carlsen s'havia sumat a la producció com a programador del motor de joc, Playdead el va designar com a encarregat del disseny dels puzles en identificar la seva habilitat per crear aquest tipus de elements. El seu treball va consistir a adaptar els puzles a l'entorn visual de Limbo, i satisfer les expectatives del jugador al solucionar-los, però sense tornar-los massa complexos. Havien de funcionar com un sistema de prova i error, de manera que l'usuari reflexionés després de diversos intents sobre la solució correcta per poder avançar.
Diversos elements van ser descartats perquè la solució de certs puzles fos «divertida i fàcil de desxifrar». L'escassa informació proporcionada al jugador va representar una altra problemàtica per a l'equip durant el disseny: a una enquesta duta a terme a 150 provadors de videojocs, diversos no van saber com resoldre alguns puzles de Limbo. Per solucionar-ho, es van crear escenaris exclusivament per mostrar-li al jugador les accions a seguir per resoldre els puzles de major complexitat. Per exemple, el principal repte en un dels nivells consisteix en estirar un objecte i utilitzar-lo com a plataforma per arribar a una superfície elevada. Aquesta acció torna a ser requerida en un nivell posterior del joc, encara que amb major recurrència i complexitat.

### Música
Martin Stig Andersen, graduat de l'Acadèmia Reial de Música d'Aarhus, va compondre la banda sonora del joc a partir de la seva experiència amb la música acusmàtica, la qual resulta de la barreja de sons que aparentment no tenen un origen visible. El seu interès en Limbo va sorgir en mirar el tràiler de Jensen, els efectes visuals els va catalogar com «una cosa reconeixible i realista, tot i que alhora abstracte». Des de l'inici va tenir al cap produir la música mitjançant efectes de so incorporats acord amb els successos del joc. Per exemple, per a la seqüència en la qual apareix el rètol de neó «HOTEL» va utilitzar sorolls elèctrics, mentre que en l'escena on l'aranya persegueix al nen va optar per silenciar el so del vent que s'escolta prèviament. També va distorsionar alguns sons amb la intenció que resultessin irreconeixibles per al jugador, i que aquest pugui interpretar-los a la seva pròpia manera.
La majoria dels sons van resultar de la unió d'un cert nombre de fragments en comptes de seqüències llargues, la qual cosa li va permetre al compositor ajustar la reproducció de la música i evitar que aquesta sonés repetitiva. Si bé diversos crítics van coincidir que el joc no té música, Andersen va confessar que el seu objectiu era evocar emocions amb la música acusmàtica, subjecta a la interpretació del jugador de manera similar a com passa amb la trama del joc. Segons la seva opinió: «si [els jugadors] estan espantats, probablement els pertorbi més que no hi hagi música, en comptes de portar-los de la mà i dir-los què és el que han de sentir». El llançament de la banda sonora va ser l'11 de juliol de 2011, a iTunes Store.
| 1.            | «Menú»          | 3:10  |
| 2.            | «Boy's Fort»    | 2:17  |
| 3.            | «City»          | 3:38  |
| 4.            | «Rotating Room» | 3:02  |
| 5.            | «Sister»        | 3:21  |
| 6.            | «Gravity Jump»  | 4:12  |
| Durada total: | Durada total:   | 19:40 |

## Llançament i recepció
Limbo va sortir a la venda el 21 de juliol 2010 a Xbox Live Arcade, sent el primer títol de la promoció anual «Summer of Arcade» . Originalment es pensava que hauria d'estar disponible també per a les plataformes PlayStation 3 i Microsoft Windows; però Playdead va explicar que tal anunci es va deure a un error de la ESRB. D'acord amb el productor Mads Wibroe, el rebuig al llançament inicial per a Windows es va deure a la major fiabilitat que tenia la consola de sobretaula respecte a la pirateria. A més, consideraven que aquesta distribució els garantia la recuperació de la inversió realitzada durant el seu desenvolupament. L'abril de 2011 va estar disponible per a la consola Xbox 360.
Malgrat la seva negativa a llançar Limbo en altres sistemes de joc, Playdead va anunciar la producció d'un parell de versions de Limbo per a la PlayStation 3, per mitjà de la PlayStation Network, i per a Microsoft Windows mitjançant Steam. Ambdues adaptacions, estrenades a mitjans de 2011, van incloure contingut addicional. Més tard, al desembre de 2011, va aparèixer una versió per a Mac OS X, disponible a través de la Mac App Store. Va estar disponible en Steam per al mateix sistema operatiu fins a gener de 2012, mateix any en què va aparèixer l'adaptació per Linux. Al juliol de 2012 va sortir a la venda una còpia física del joc, promoguda com «edició especial», per a Windows i Mac OS X, que va incloure targetes col·leccionables, la banda sonora i uns lents estereoscòpics de anàglifs que permeten visualitzar aquesta versió del joc amb efectes tridimensionals. El 2013 van ser llançades les versions per a la portàtil PlayStation Vita, en el desenvolupament participar Double Eleven; i per al sistema operatiu iOS a la fi de 2014 va començar a distribuir-se una versió per a la Xbox One, i a l'any següent va passar el mateix per a la consola PlayStation 4.

### Crítica
Limbo és considerat un «videojoc artístic» a causa dels seus efectes visuals i sonors, així com el primer intent en la indústria per combinar els gèneres de terror i de plataformes. D'acord amb el lloc web mexicà Atomix.vg: «tal com el seu nom indica, és un dels jocs més macabres que he jugat en la meva vida, la meva reacció davant moltes de les situacions presentades, van ser calfreds i picor, només n'hi ha prou jugar uns minuts per donar-te compte del mestratge que tenen aquests nois [de Playdead] per explicar històries sense una sola paraula». Tant la versió original per Xbox360 com les de Playstation 3 i Microsoft Windows van obtenir majorment bones crítiques després del seu llançament. Mitjans com GameSpy, MTV, CinemaBlend, G4 TV i Toronto Sun ho van comparar amb els jocs de plataformes Another World, Flashback: The Quest for Identity, Heart of Darkness, Oddworld: Abe 's Oddysee, Ico, Portal i Braid. La relació entre durada i preu va ser un dels temes més controvertits: si bé Gamasutra, The Daily Telegraph i IGN van coincidir que la durada és idònia, altres com Eurogamer i GameSpot van criticar la seva curta extensió en contrast amb el preu inicial de 15 euros / dòlars, que al seu parer hauria de tenir «un efecte dissuasiu en clients potencials». Sobre això, diverses desenvolupadores independents van qüestionar aquelles ressenyes que emfatitzaven la curta durada del joc, quan «això no passa en altres formes d'entreteniment, com les pel·lícules».
Alguns com Roger Hargreaves, de Metro.co.uk, es van mostrar crítics davant l'absència de narrativa, ja que «hi ha poca evidència que [Playdead] realment sabia a on volia dirigir-se amb el joc» en ressaltar que en la segona meitat la mecànica es torna més típica del gènere de plataformes bidimensional, conduint a un final anticlimàtic. Quant a l'apartat visual, Cian Hassett, de PALGN, va valorar positivament l'efecte de projector de cinema antic en assenyalar que «[produeix] un dels més bells i inquietants escenaris» en la indústria dels videocs. Un altre aspecte visual destacat per la crítica va ser l'ús de siluetes o ombres per tal de no mostrar la veritable aparença dels personatges, o l'aparició de figures humanes a la llunyania. El lloc web IGN va opinar que «hi ha molt pocs jocs que són tan originals, atmosfèrics i consistentment brillants com Limbo», de manera similar a l'avaluació de The Globe and Mail, que el va descriure com «intensament tenebrós, estranyament bell, i paralitzantment estètic» .3 La revista espanyola Hobby Consoles va destacar la manera en què el joc «aconsegueix atraure'ns gràcies a una mecànica 'plataformera' en 2D, inspirada en alguns dels clàssics de la història dels videojocs, i que després ens enamora sense imitació gràcies a una direcció artística fosca, tètrica ... impecable, però -sobretot- incapaç de deixar ningú indiferent». En la seva ressenya, la revista Edge va opinar que els efectes de so generats pel moviment del nen «posseeixen una claredat esgarrifosa sense la presència d'una banda sonora convencional que els acompanyi».
La crítica va elogiar la senzillesa en l'ús del comandament, així com el disseny dels puzles. Jake Gaskill, del canal televisiu G4 TV es va mostrar impressionat amb la complexitat dels puzles en contrast als moviments simples i limitats del personatge. En aquest aspecte el va comparar amb LittleBigPlanet en posseir una varietat d'elements que fan que «sempre estiguis davant alguna cosa nova i desafiant». Matt Miller, de Game Informer, va argumentar que l'èxit de Limbo es devia al fet que «cada un els puzles és únic», de manera que amb la seva varietat eviten que l'usuari s'acostumi a la mecànica de joc, ja que «tot canvia». Ryan Scott, de GameSpy, va destacar el fet que la mecànica de joc obliga als jugadors a trobar la solució als puzles per si mateixos, «amb la seva elegant senzillesa, ofereix un món ple de possibilitats». També es va valorar de forma positiva el disseny a manera de «prova i mort», ja que permet que el jugador aprengui com resoldre cada obstacle sense representar una distracció. Malgrat l'anterior Will Freeman, de The Guardian, va ressaltar la «falta d'una mecànica de joc innovadora» tot i el seu estil visual, cosa que al seu parer si està present en altres jocs de plataformes.

### Comercial
A les seves primeres dues setmanes de llançament en Xbox Live Arcade, Limbo va atreure a més de 244.000 jugadors a les taules de classificació globals -un paràmetre usat per calcular les vendes d'un videojoc-, en un fet catalogat com «una gesta increïblement impressionant» en comparació a altres jocs de Xbox Live Arcade, d'acord amb una anàlisi realitzat per Ryan Langley, de GamerBytes. Al complir-se un mes de la seva estrena, s'havien venut més de 300 000 còpies del títol, i per a agost de 2010 el nombre d'usuaris en les taules de classificació globals es va incrementar a 371 000, una xifra propera a la de Braid. Langley estimava que les vendes haurien de disminuir «causa de la manca de contingut repetible, i per ser una experiència exclusiva d'un sol jugador», però va admetre que el seu èxit havia «superat les expectatives de tots». Phil Spencer, vicepresident de Microsoft Game Studios, va revelar al setembre d'aquest any que el joc era «el seu número u de Summer of Arcade per un ampli marge». Al final de l'any era el tercer videojoc amb més vendes de Xbox Live Arcade, amb 527.000 còpies comercialitzades, traduït en guanys per 7,5 milions de dòlars. El març de 2011 Microsoft ho va situar com el 11è joc amb majors vendes de Xbox Live, 87 sumat a l'anunci de Playdead en on va donar a conèixer que més de dos milions d'usuaris de Xbox 360 havien jugat Limbo en el seu primer any de distribució.
Fins al novembre de 2011 s'havien venut més d'un milió de còpies del joc de forma conjunta en les seves versions per a Xbox 360, PlayStation 3 i Windows. Dos anys després, i abans de la seva estrena per iOS, la xifra ja excedia els tres milions de còpies venudes. Aquest mateix any la versió per a PlayStation 3 va ser la més descarregada entre els jocs desenvolupats per empreses third-party a PlayStation Network, a més d'ajudar a que el joc fos catalogat com el «millor joc independent» dels premis PSN Gamers 'Choice de 2012. Al seu torn l'adaptació per a Mac OS X va ser reconeguda en 2012 en els Apple Design Awards de Apple.
Les sol·licituds per subsidis al Nordic Game Program es van incrementar fins a 50% a la segona meitat del 2010, la qual cosa es va atribuir l'èxit de Limbo. Amb els guanys obtinguts amb el joc, els fundadors de Playdead van poder adquirir novament l'empresa, en mans dels seus inversionistas. El juny de 2016 es va estrenar Inside, el disseny i mecànica de joc guarda similituds amb Limbo i inclou alguns elements descartats durant la seu desenvolupament.

### Premis
Abans del seu llançament, Limbo va ser reconegut en els apartats de «Excel·lència tècnica» i «Excel·lència en les arts visuals» de l'Independent Games Festival, celebrat durant la Game Developers Conference de 2010. A la E3 2010, un mes abans de la seva estrena, GameSpot el va distingir com el «millor joc descarregable» d'aquest any, a més de resultar nominat per a diversos altres reconeixements que van incloure «millor joc de plataformes» per IGN, «joc més original» per G4 TV97 i «millor joc de puzles »per GameSpot. Va obtenir igualment un guardó pels seus efectes de so al festival IndieCade de 2010, destinat a desenvolupadors independientes.
A partir de la seva estrena, se li va reconèixer amb les categories de «Joc de l'any», «Millor joc independent» i «Millor art visual» dels premis European Milthon Awards de 2010, durant el Paris Game Show. Game Informer ho va catalogar com «joc del mes» a l'agost del mateix any, a més de fer-se mereixedor del premi «Millor joc independent» dels Spike Video Game Awards. Va obtenir també la major quantitat de nominacions en els Game Developers Choice Awards, encara que només va ser reconegut en la categoria de «Millor art visual». Altres reconeixements i distincions van incloure el nomenament com a «Millor joc d'aventures de l'any» i «Assoliment destacat en disseny de so» dels Interactive Achievement Awards concedits per la Academy of Interactive Arts & Sciences; una nominació com «Assoliment destacat en direcció de joc» i «Innovació destacada en videojocs»; un guardó als Indie Game Challenge que va venir acompanyat d'un estímul de 100 000 USD; la distinció com a «Millor joc animat »en els premis Annie; així com diverses nominacions en diversos apartats, inclòs el de «joc de l'any», en els premis BAFTA de videojuegos. Diverses publicacions ho van incloure en els seus llistats de «Millors videojocs de 2010», incloent Time i Wired de manera similar, IGN ho va triar com el tercer millor joc de Xbox Live Arcade de tots els temps.